# Eye of the Sun
Eye of the Sun (Ein shams) è un film del 2008 diretto da Ibrahim El Batout.
Pellicola prodotta da Egitto e Marocco, presentato al 28º Festival di Cinema Africano di Verona.

## Trama
Narra di diverse storie che hanno come sfondo la struttura sociale egiziana.